# Fédération des associations de solidarité avec tous·te·s les immigré·e·s
La Fédération des associations de solidarité avec tous·te·s les immigré·e·s (FASTI) regroupe différentes associations de solidarité avec tous·te·s les immigré·e·s (ASTI) en France. La FASTI se définit comme « féministe, anticapitaliste et tiers-mondiste » ; elle demande la liberté de circulation et d'installation, le droit de vote pour toutes et tous, l'annulation de la dette du tiers-monde et une réelle égalité entre les hommes et les femmes.

## Histoire
La première ASTI est créée en 1962 à Châtenay-Malabry, sous le nom d’Association de solidarité avec les travailleurs étrangers, en solidarité avec les habitants d'un bidonville détruit par un incendie. Elle est animée par des militants de la gauche chrétienne et du Parti socialiste unifié (PSU), qui passent de la lutte contre l'exclusion au combat antiraciste. En 1967, la FASTI est créée par une soixantaine d'ASTI (Associations de solidarité avec les travailleurs immigrés) de la région parisienne. En 1972, elle en regroupe 120 et est devenue nationale.
En 1975, elle décide de mettre en œuvre la parité français-étrangers dans ses instances, à la limite de la loi. Ce n'est en effet qu'en 1981 que les étrangers obtiennent le droit de créer des associations. Dès les années 1970, la FASTI est liée aux luttes des travailleurs immigrés,. Elle soutient les mouvements de travailleurs de 1972-1973, qui aboutissent à la délivrance de carte de travail à 50 000 personnes. En 1991, elle soutient le mouvement des déboutés du droit d'asile qui obtient environ 17 000 régularisations.

## Fonctionnement

### Activités
Les ASTI, ou Associations de solidarité avec les travailleurs immigrés, réparties sur tout le territoire français, ont des activités diverses (assistance juridique, cours de français, alphabétisation, soutien scolaire, activités à destination des femmes…) en fonction de leur histoire propre.

### Subventions
Outre les activités des associations qu'elle regroupe et coordonne, la FASTI a des activités propres, en partie financées par des subventions publiques, ou des institutions privées (comme le Barreau de Paris). En particulier, elle construit des brochures d'information ou vulgarisation juridique, elle rassemble une documentation, et sert d'interlocuteur auprès des pouvoirs publics.

## Controverse
Les voix qui s'élèvent contre la FASTI lui reprochent d'avoir de trop proches accointances avec les Indigènes de la République, d'avoir refusé de participer à l'unité nationale après les attentats terroristes de janvier 2015 dont elle imputerait la responsabilité aux politiques occidentales, donc d'obéir à des valeurs non-républicaines. L'élu municipal de droite Pierre Liscia interpelle le conseil municipal de Paris au sujet d'une subvention accordée à une « association militante politique qui a des prises de position particulièrement radicales, virulentes, et qui pose la question du respect d'un certain nombre de principes républicains», critique reprise par le porte-parole du gouvernement, Benjamin Griveaux. En novembre 2018, la Ligue internationale contre le racisme et l'antisémitisme (Licra) publie un communiqué pour demander à son tour à Anne Hidalgo de renoncer à financer la FASTI.
Le 20 novembre, une tribune de soutien à la FASTI, signée par des élus communistes (dont Pierre Laurent) et de la France insoumise (Danielle Simonnet, Eric Coquerel), ainsi que par de nombreuses associations (Emmaüs, Attac, le Secours catholique, le MRAP, Droit au logement), s'indigne de la prise de position de la Licra,,. Selon Marianne, le bimestriel de la FASTI intitulé Ouvrons les frontières, « défend des positions s'inscrivant dans une tendance contestataire et très contestée de l'antiracisme : la mouvance décoloniale. », les textes militants de la FASTI regorgeant « de critiques outrancières et d’amalgames historiques », la loi Asile et immigration traitant les migrants comme l'ont été « dans les heures sombres de l'histoire de ce pays, les Républicains espagnols, les Juifs, les Tsiganes, les Algériens... », les opérations de police pour expulser des clandestins étant assimilées à des « rafles » et le quinquennat de François Hollande accusé de « racisme d’État ». Inversement, le président du groupe écologiste au Conseil de Paris, David Belliard, dénonce dans Libération un « procès d'intention ». Pour lui, « Il faut assumer de financer des associations quelles que soient leurs positions politiques, à condition que cela reste dans le cadre républicain et à condition que les actions menées soient utiles pour les gens. »

### Attaques de l'extrême droite
Les ASTI de la métropole bordelaise, à Pessac et Bordeaux, sont ciblées à partir de 2022 par le groupe d'extrême droite Action directe identitaire, à l'origine de nombreuses exactions visant des permanences parlementaires, des mosquées, et des locaux associatifs,. Les locaux de l'ASTI Bordeaux sont d'abord vandalisés d'une référence à la phrase polémique de Grégoire de Fournas, « Qu'ils retournent en Afrique ! », en décembre 2022. En janvier 2023, c'est l'ASTI de Pessac qui est à son tour dégradée et qui reçoit le soutien du député Frédéric Zgainski, lui aussi visé par le groupuscule. 
En mars 2023, les associations touchées par cette campagne de vandalisme, qui dénombre près d'une trentaine de dégradations en quelques mois, organisent une manifestation à Bordeaux pour demander un durcissement de la lutte contre l'extrême droite, et reçoivent alors le soutien du maire de la ville Pierre Hurmic et du député Loïc Prudhomme. 
Un nouveau rassemblement est organisé en mai 2023 par l'ASTI conjointement avec le Planning familial, face à l'intensification des attaques du groupe d'ultradroite, au cours duquel Pierre Hurmic et Philippe Poutou manifestent leur soutien. Le député Nicolas Thierry annonce alors qu'il a écrit en conséquence au ministre de l'Intérieur Gérald Darmanin pour lui demander des mesures concrètes, tandis que Pierre Hurmic déclare avoir demandé à l'Etat une réunion exceptionnelle du Comité opérationnel de lutte contre le racisme et l'antisémitisme,.

## Publications
- FASTI, Immigration, actrice de développement, Paris, L'Harmattan, 1992